# Eli Pasquale
Ilario Enrico Pasquale, dit Eli Pasquale, né le 24 août 1960 à Grand Sudbury au Canada et mort le 4 novembre 2019 à Victoria au Canada, est un joueur canadien de basket-ball. Il évolue durant sa carrière au poste de meneur.

## Palmarès
- 3e du championnat des Amériques 1984, 1988
- Vainqueur de l'Universiade 1983